# Whitestown (Nueva York)
Whitestown es un pueblo ubicado en el condado de Oneida en el estado estadounidense de Nueva York. En el año 2000 tenía una población de 18,635 habitantes y una densidad poblacional de 264 personas por km².

## Geografía
Whitestown se encuentra ubicado en las coordenadas {43°7′23″N 75°18′33″O / 43.12306, -75.30917.

## Demografía
Según la Oficina del Censo en 2000 los ingresos medios por hogar en la localidad eran de $40,084 y los ingresos medios por familia eran $49,798. Los hombres tenían unos ingresos medios de $36,553 frente a los $24,942 para las mujeres. La renta per cápita para la localidad era de $19,507. Alrededor del 9.1% de la población estaban por debajo del umbral de pobreza.